# Església major de Viana do Castelo
L'església major de Viana do Castelo (en portuguès Igreja Matriz de Viana do Castelo) és una església fortalesa construïda el segle xv si bé conserva un aspecte romànic. La seva façana està flanquejada per dues grans torres coronades per merlets i hi destaca el seu bell portal gòtic amb arquivoltes amb escenes esculpides de la Passió de Crist i escultures dels Apòstols. És un temple romànic amb planta de creu llatina i al seu interior és de tres naus separades per arcs recolzats sobre pilars. Està classificada com Imóvel de Interesse Público.